# Hasan Nuhanović
Hasan Nuhanović (* 2. April 1968 in Zvornik) ist ein bosnischer Übersetzer und Überlebender des Massakers von Srebrenica. Er verklagte das Königreich der Niederlande, da die UN-Truppen u. a. seinen Bruder nachweislich an die serbischen Truppen ausgeliefert hatten. Die niederländischen UN-Blauhelme lieferten insgesamt 6000 Flüchtlinge an die serbische Miliz aus.

## Leben
Nuhanović absolvierte ein Maschinenbaustudium an der Universität Sarajevo. 1992 flüchteten er, seine Eltern und sein jüngerer Bruder Muhamed mit anderen bosnischen Flüchtlingen nach Srebrenica, um dort Zuflucht vor den Truppen der bosnischen Serben zu finden. Nuhanović arbeitete als Übersetzer für die niederländische UN-Truppe Dutchbat auf deren Stützpunkt in Potočari. Seine Familie musste den Stützpunkt 1995 verlassen, wurde von den Serben abgeführt und später in Pilica bzw. bei Vlasenica ermordet. 2005 veröffentlichte Nuhanović eine Chronologie der Ereignisse in Srebrenica, die 2007 unter dem Titel  Under the UN flag: the international community and the Srebrenica genocide in englischer Übersetzung erschien und unter anderem auf dem Internationalen Literaturfestival Berlin vorgestellt wurde.
Zusammen mit den Witwen von Srebrenica gründete er das Memorial Center in Potočari. Es soll an die „ethnischen Säuberungen“ erinnern.

## Ermordung von Muhamed Nuhanović
Die zunächst rund 600, später 400 Mann starke niederländische UN-Truppe Dutchbat zur Sicherung der bosnischen Enklave und UN-Schutzzone Srebrenica  wurde von dem Offizier Thomas Karremans kommandiert. Nachdem die bosnisch-serbische Armee im Juli 1995 in die Schutzzone einmarschiert und am 9. Juli nur noch einen Kilometer von der Stadtgrenze entfernt war, forderte Thomas Karremans mehrfach NATO-Luftunterstützung an, die jedoch ausblieb. Niederländische Blauhelme, die aus der Schutzzone fuhren, um Materialnachschub zu organisieren, wurden teilweise von den Soldaten und Söldnern der Vojska Republike Srpske nicht mehr nach Srebrenica gelassen. So dezimierte sich die Zahl der Blauhelme um ein Drittel des ursprünglichen UN-Kontingents. Karremans verständigte sich mit dem Kommandeur der bosnischen Serben, Ratko Mladić, auf die Auslieferung von 6000 Menschen, die innerhalb der UN-Kaserne Zuflucht vor den serbischen Soldaten gesucht hatten.
Am 21. Juli, als das Gebiet bereits mehrere Tage von den Truppen Mladićs besetzt war, zog das Dutchbat ab. Die demütigende Verabschiedung und Beschimpfung von Thomas Karremans durch Ratko Mladić wurde weltweit im Fernsehen übertragen. Bekannt wurde auch ein Foto, das Ratko Mladić und Thomas Karremans am Abend des 12. Juli 1995 bei einem gemeinsamen Trinkspruch festhält.
Hasan Nuhanović bat die UN-Blauhelme, seinen Bruder Muhamed Nuhanović zu schützen und ihn in einem UN-Fahrzeug vor den Soldaten der Vojska Republike Srpske von Mladić in Sicherheit zu bringen. Diese lehnten dies mit der Begründung ab, sie hätten zu viel Gepäck.
Muhamed Nuhanović wurde daraufhin von der serbisch-bosnischen Armee ermordet. Hasan Nuhanović identifizierte später die Leiche seines Bruders in einem Massengrab anhand von dessen Turnschuhen, welche er ihm geschenkt hatte.

## Prozess
Im Juli 2010 erstatteten Dolmetscher Hasan Nuhanović und Verwandte des damals für die UN arbeitenden ermordeten Elektrikers Rizo Mustafić Anzeige wegen „Völkermord und Kriegsverbrechen“ gegen Thomas Karremans, seinen Stellvertreter Major Rob Franken und Offizier Berend Oosterveen. Angehörige – darunter auch der Vater Nuhanovićs sowie sein Bruder Mustafićs – waren während des Bosnienkrieges bei Dutchbat angestellt, und die niederländischen Befehlshaber seien für die Auslieferung der einheimischen muslimischen Angestellten an die Serben verantwortlich gewesen. Am 5. Juli 2011 urteilte ein Berufungsgericht in Den Haag, dass die Niederlande für den Tod der drei Männer verantwortlich sind. Nach Ansicht der Richter müssen die Kommandeure von der Gefahr gewusst haben, der die vier Männer durch die Ausweisung aus dem Lager ausgesetzt wurden. Die Niederlande gingen daraufhin erneut vor dem Hohen Rat in Den Haag, dem höchsten niederländischen Zivil- und Strafgericht, in Berufung.  Als Begründung wurde angeführt, dass für den Einsatz in Bosnien nur die Vereinten Nationen verantwortlich gewesen wären. Der Hohe Rat bestätigte am 6. September 2013 das Urteil der früheren Instanz und machte damit den niederländischen Staat für den Tod der drei Männer haftbar. Die Richter beriefen sich dabei auf internationales Recht, wonach auch der entsendende Staat mitverantwortlich für seine Friedenstruppe sei, auch wenn diese unter UN-Mandat operiere.
Karremans ist inzwischen pensioniert und lebt in Spanien. 1998 publizierte er seine Erfahrungen in Srebrenica mit dem Titel Srebrenica, Who Cares?: een puzzel van de werkelijkheid [Srebrenica, Who Cares?: ein Rätsel der Wirklichkeit]. Als Karremans als Zeuge in dem von Hasan Nuhanović angestrengten Prozess mehrmals aus Spanien nach Den Haag flog, pflegte er danach seine Flug- und Hotelrechnungen an den Überlebenden des Massakers zu schicken, der so jeweils über 2000 Euro zu zahlen hatte.

## Publikationen
- Pod zastavom UN-a: medunarodna zajednica i zlocin u Srebrenici. BZK Preporod, Sarajevo 2005, ISBN 9958-815-04-4.
- Under the UN Flag: The International Community and the Srebrenica Genocide. Übersetzung, Sarajevo 2007, ISBN 978-9958-728-87-7.
- Zbijeg: put u Srebrenicu. Mediacentar, Sarajevo 2012, ISBN 978-9958-022-22-7.
- The Last Refuge: A Journey to Srebrenica. Übersetzung, Center for Advanced Studies, Sarajevo 2018, ISBN 978-9958-022-71-5.